# 만날 때와 헤어질 때
"만날 때와 헤어질 때"는 1963년 공개된 대한민국의 영화이다.

## 배역
- 최무룡
- 김지미
- 최지희
- 태현실
- 박암
- 이빈화
- 이수련
- 김동원
- 주선태
- 윤인자
- 강계식
- 성소민
- 윤신옥
- 이정애
- 강철
- 윤일봉